# Lacinipolia canities
Lacinipolia canities är en fjärilsart som beskrevs av George Francis Hampson 1903. Lacinipolia canities ingår i släktet Lacinipolia och familjen nattflyn. Inga underarter finns listade i Catalogue of Life.